# ジョアン・パウロ・ミオル
ジョアン・パウロ（João Paulo）ことジョアン・パウロ・ミオル（ポルトガル語: João Paulo Mior、1991年3月8日 - ）は、ブラジル・リオグランデ・ド・スル州セラフィナ・コヘイア出身のサッカー選手。シアトル・サウンダーズFC所属。ポジションはMF。

## クラブ歴
2010年にSCインテルナシオナルのトップチームに昇格。2013年にアトレチコ・ゴイアニエンセに期限付き移籍すると、翌年はゴイアスEC、2015年はサンタクルスFCに期限付き移籍した。2016年にサンタクルスに完全移籍。
2017年にボタフォゴFRに完全移籍し、3年間でカンピオナート・ブラジレイロ・セリエAで68試合5得点の結果を残した。
2020年1月31日にメジャーリーグサッカーのシアトル・サウンダーズFCに移籍、特別指定選手制度を用いての契約となった。